# 共和镇 (西宁市)
共和镇，是中华人民共和国青海省西宁市湟中区下辖的一个乡镇级行政单位。

## 行政区划
共和镇下辖以下地区：
共和社区、北村、南村、山甲村、石城村、后营村、前营村、木场村、上直沟村、花勒城村、王家山村、苏尔吉村、转嘴村、东岔村、西岔村、盘道村、西台村、东台村、新湾村、葱湾村、达草沟村、下马申村、上马申村、河湾村、后街村、新庄村、尕庄村、庄科脑村、尖达村、萱麻湾村和押必村。